# Bonate Sotto
Bonate Sotto är en ort och kommun i provinsen Bergamo i regionen Lombardiet i Italien. Kommunen hade 6 683 invånare (2018).